# Calcar

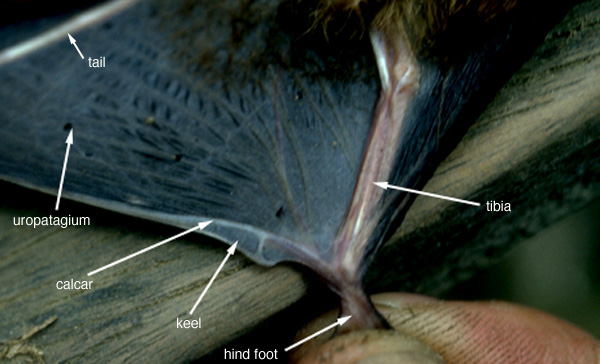
Immagine che illustra la posizione del Calcar in un pipistrello.

Il calcar, conosciuto anche come calcaneum, è uno sperone cartilagineo che sorge poco al disopra della caviglia e si sviluppa lungo il bordo estremo dell'uropatagio nei pipistrelli, con la funzione di aiutare il dispiegamento della membrana stessa.
Tale membrana forma una sacca che aiuta a cacciare e mantenere gli insetti catturati in volo.
 
In alcune forme si nota una carenatura di supporto lungo il margine esterno del calcar stesso.
L'antenato più antico degli odierni pipistrelli, Icaronycteris index, apparentemente non aveva né un calcar né qualcosa di simile.